# أستراليا ما قبل التاريخ

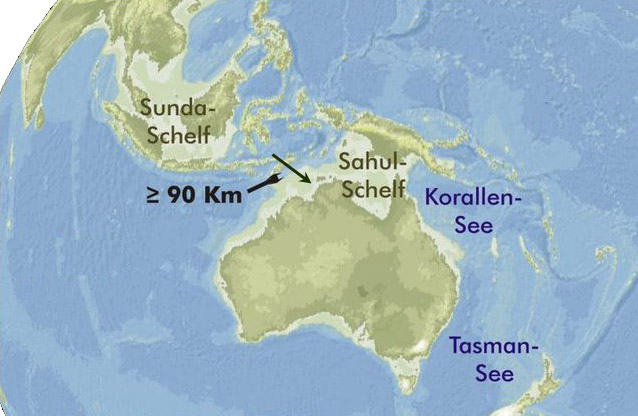
استراليا

عصور ما قبل التاريخ في أستراليا هي الفترة الممتدة بين أول استيطان بشري في القارة الأسترالية واستعمار أستراليا عام 1788، والذي يمثل بداية التوثيق المتسق لتاريخ أستراليا. تتفاوت تقديرات هذه الفترة، وتشير معظم الأدلة إلى أنها تعود إلى ما بين 50,000 و65,000 عام.
يُشار إلى هذه الحقبة بأنها قبل التاريخ وليست تاريخية لأنه لم يكن هناك وثائق مكتوبة متسقة عن الأحداث البشرية قبل عام 1788. وتندرج هذه الفترة بأكملها في العصر الحجري، لأنه لم تُطور أي تقنية معدنية خلالها. اعتُقد عمومًا أن أستراليا، على عكس غينيا الجديدة، لم تمر بفترة العصر الحجري الحديث، إذ استمر نمط حياة الصيد وجمع الثمار حتى وصول الأوروبيين. يمكن الطعن في هذا الرأي على أساس تعريف الزراعة، ولكن يظل مفهوم «العصر الحجري الحديث» نادر الاستخدام وغير مفيد جدًا عند مناقشة عصور ما قبل التاريخ الأسترالي.

## الوصول
زعم يوفال نوح هراري أن «رحلة البشر الأوائل إلى أستراليا من أهم الأحداث التاريخية... كانت المرة الأولى التي يتمكن فيها الإنسان مغادرة النظام البيئي الأفروآسيوي.»
يعود أقدم دليل على وجود البشر في أستراليا إلى ما لا يقل عن 65,000 عام.
هناك نقاش كبير بين علماء الآثار حول الطريق الذي سلكه المهاجرون الأوائل إلى أستراليا، الذين افتُرض على نطاق واسع أنهم أسلاف الشعوب الأصلية المعاصرة. حدثت الهجرة خلال المراحل الأخيرة من العصر الحديث الأقرب (البليستوسين) عندما كانت مستويات سطح البحر أقل بكثير مما هي عليه اليوم. أدت فترات الغمر الجليدي الممتدة المتكررة خلال فترة العصر الحديث الأقرب إلى انخفاض مستويات سطح البحر لأكثر من 100 متر في أستراليا. يبدو أن السكان وصلوا عن طريق البحر خلال عصر الغمر الجليدي، عندما اتصلت غينيا الجديدة وتاسمانيا بقارة أستراليا.
امتد الخط الساحلي القاري بعيدًا داخل بحر تيمور، وشكلت أستراليا وغينيا الجديدة كتلة أرضية واحدة (عُرفت باسم ساهول)، اتصلت بواسطة جسر يابسة ممتد عبر بحر آرافورا وخليج كاربنتاريا ومضيق توريس. ومع ذلك، ظل البحر يمثل عقبة أساسية، لذا افتُرض أن هؤلاء الأسلاف وصلوا إلى أستراليا بالتنقل بين الجزر. واقتُرح طريقين. يتبع أحدهما سلسلة الجزر بين سولاوسي وغينيا الجديدة، ويصل الآخر إلى شمال غرب أستراليا عبر جزيرة تيمور. اقترح روبرت جيرتسن نظرية بديلة، تتضمن الاستعمار العرضي كنتيجة لأمواج التسونامي. ومع ذلك كانت الرحلة ما تزال تتطلب سفرً بحريًا، ما يجعلهم من بحارة العالم المبكرين.
كتب سكوت كين عام 2013 أن الموجة الأولى قد تكون ناجمة عن ثوران توبا، وإذا وصلوا قبل نحو 70,000 عام فمن الممكن أن أنهم عبروا المياه من تيمور، عندما كان مستوى سطح البحر منخفضًا ـولكن إذا وصلوا لاحقًا، قبل نحو 50,000 عام، فمن المرجح أن يكونوا قد عبروا طريق مولوكاس إلى غينيا الجديدة. ونظرًا لأن مناطق الهبوط المحتملة كانت تحت المياه بنحو 50 مترًا خلال ال 15,000 عام الأخيرة، فمن المستبعد تحديد التوقيت بدقة.
ثُبّت الحد الأدنى المقبول على نطاق واسع لوصول البشر إلى أستراليا بأنه قبل 40,000 عام على الأقل. نُقبت العديد من المواقع التي يرجع تاريخها إلى هذه الفترة الزمنية. يعود تاريخ ملجأ مالاكانيا الثاني الصخري في أرنهيم لاند إلى نحو 65,000 عام.
يشير التأريخ بالكربون المشع إلى أنهم عاشوا في سيدني وحولها لمدة لا تقل عن 30,000 عام. وجد في تنقيب أثري في باراماتا، سيدني الغربية، أن بعض الأمم الأصلية استخدمت الفحم النباتي والأدوات الحجرية ونيران المخيم القديمة الممكنة. عُثر على العديد من الأدوات الحجرية للسكان الأصليين في رواسب مصطبات كرانبروك الحصوية يعود تاريخها إلى 45,000-50,000 قبل الميلاد بالقرب من بنريث، وهي ضاحية بعيدة غربي سيدني. هذا يعني أنه كان هناك مستوطنة بشرية في سيدني أبكر مما يعتقد.
تشير الأدلة الأثرية إلى وجود استيطان بشري في نهر سوان العلوي، أستراليا الغربية منذ نحو 40,000 عام. كانت تاسمانيا، التي كانت متصلة بالقارة بجسر يابسة، مأهولة منذ 30,000 عام على الأقل. زعم آخرون أن بعض المواقع يصل عمرها إلى 60,000 عام، ولكن هذه الادعاءات غير مقبولة عالميًا. تشير أدلة علم حفريات حبوب اللقاح من جنوب شرقي أستراليا إلى زيادة في نشاط الحرائق قبل نحو 120,000 عام. وفُسر ذلك بأنه يمثل نشاطًا بشريًا، ولكن اعترض بشدة على تاريخ الأدلة.
حدد تشارلز دورش أدوات حجرية من رقائق الشيرت والكلكريت، عثر عليها في جزيرة روتنيست في أستراليا الغربية، يحتمل أن تاريخها يعود إلى ما لا يقل عن 50,000 عام. يبدو أن هذا يتربط بدقة مع نتائج تأريخ اليورانيوم-الثوريوم وتأريخ الكربون-14 لأداة صوان كانت مغروسة في الحجر الجيري تامالا (المنطقة الأمينية سي) فضلًا عن دراسات كل من الحمض النووي المتقدري (mtDNA) والكروموسوم واي على التباعد الوراثي بين جينات السكان الأصلين الأستراليين والجينات الأفريقية وغيرها من الجينات الأوروآسيوية.
يعد تقاسم الأنواع الحيوانية والنباتية بين أستراليا-غينيا الجديدة والجزر الإندونيسية القريبة نتيجة أخرى للجسور البرية المبكرة، التي أغلقت عند ارتفاع مستوى سطح البحر مع نهاية فترة الغمر الجليدي الأخيرة. استقر مستوى سطح البحر ليقترب من مستوياته الحالية منذ حوالي 6,000 عام، ما أغرق الجسر البري بين أستراليا وغينيا الجديدة.[بحاجة لمصدر]

### موجات الهجرة
لم يُعرف عدد السكان الذين استقروا في أستراليا قبل الاستعمار الأوروبي. حظيت فرضيتي «الهجين الثلاثي» والأصل الواحد بمناقشات مستفيضة. يزعم كيث ويندشتل، المعروف باعتقاده أن السكان الأصليين قبل التاريخ أصبحوا مُسيسين، أن افتراض وجود أصل واحد مرتبط بالتضامن العرقي، ورُفض الدخول المتعدد لأنه يمكن استخدامه لتبرير الاستيلاء الأبيض على أراضي السكان الأصليين.
تجري دراسة الاختلافات الجينومية البشرية لإيجاد الإجابات الممكنة، ولكن ما تزال الأدلة غير كافية للتمييز بين «نموذج موجة الغزو» ونموذج «المستوطنة الوحيدة». تشير بعض دراسات الكروموسوم واي إلى تدفق الحديث لكروموسومات واي من شبه القارة الهندية. وتشير ورقة بحثية لعام 2012 من إعداد آلان ج. ريد وآخرون عن هذا الموضوع إلى أن فترة التدفق المشار إليها تتوافق مع توقيت مختلف التغييرات الأخرى، وتذكر بالتحديد «تتوافق الفترات المتباعدة المذكورة هنا مع سلسلة التغييرات في سجل الأنثروبولوجيا (علم الإنسان) الأسترالي بين 5,000 عام و3,000 عام مضت، بما في ذلك إدخال الدنغو (الكلب الأسترالي)، وانتشار تقاليد الأدوات الصغيرة الأسترالية، وظهور تقنيات معالجة النبات، خاصةً إزالة السموم المعقدة من السيكاديات، وانتشار لغة باما نيونغية في سبعة أثمان أستراليا.» رغم ارتباطها سابقًا بالكلاب الضالة في الهند، أظهرت الاختبارات الأخيرة التي أجريت على الحمض النووي المتقَدري للكلب الأسترالي ارتباطًا وثيقًا بالكلاب في شرق آسيا وأميركا الشمالية، ما يشير إلى مقدمة كنتيجة للتوسع الأسترالي من جنوب الصين إلى تيمور على مدى السنوات 50,000 الماضية. ويشير الاستكشاف الأخير لقراد الكنغر على الكلاب الضالة في تايلاند إلى أن هذا التوسع الوراثي قد يكون عملية ثنائية الاتجاه.

## نظر أيضًا
- الاستكشاف الأوروبي البحري لأستراليا
- مستحاثات بحيرة مونغو
- ألتيجيرا